# Kolumna Maryjna w Toruniu
Kolumna Maryjna w Toruniu – niezachowany pomnik Matki Boskiej, który znajdował się w Toruniu na terenie Zespołu Staromiejskiego, w sąsiedztwie kościoła św. św. Janów, u zbiegu ulic św. Jana i Żeglarskiej. Wzniesiony między 1725 a 1730, zniszczony w 1817. Był to pierwszy wolnostojący pomnik w Toruniu.

## Historia
Powstanie pomnika wiązało się z wydarzeniami tumultu toruńskiego z 1724, inicjatorem jego wzniesienia była toruńska społeczność katolicka, pozostająca w mniejszości w stosunku do wyznawców luteranizmu. Został wybudowany w drugiej połowie lat 20. XVIII w. Wymowa pomnika jako symbolu kultu Maryi i jej niepokalanego poczęcia – elementów nieobecnych w protestantyzmie – miała podkreślać obecność i siłę katolicyzmu w Toruniu. 
W 1805 pomnik został uszkodzony w czasie wojen napoleońskich i nie został odnowiony. W 1817 pruskie władze, w ramach usuwania z Torunia symboli polskości, rozebrały również Kolumnę Maryjną. 

## Architektura
Pomnik był typową kolumną maryjną, naśladującą podobne konstrukcje powstające we Włoszech, Czechach i Niemczech. Miał wysokość czterech i pół metra. Na cokole wykonanym z kamienia pokrytego miedzią umieszczona była figura Maryi Niepokalanie Poczętej, opatrzona napisem na postumencie: Bogu Najwyższemu i Najlepszemu Bezbożność zagnała aż tu Syzyfa Zniszczyła wystawiony ongiś marmurowy Posąg Maryi burząc wszystkie kamienie [Pobożność] przydała z gwiazd na niebie chwałę wizerunkowi Matki Boga Maryi. Będzie stał na tym marmurze wzniesiony za króla Augusta II. Obyś przechodniu okazywał cześć temu kamieniowi. Roku Pańskiego 1725. 